# Bisdom Funen

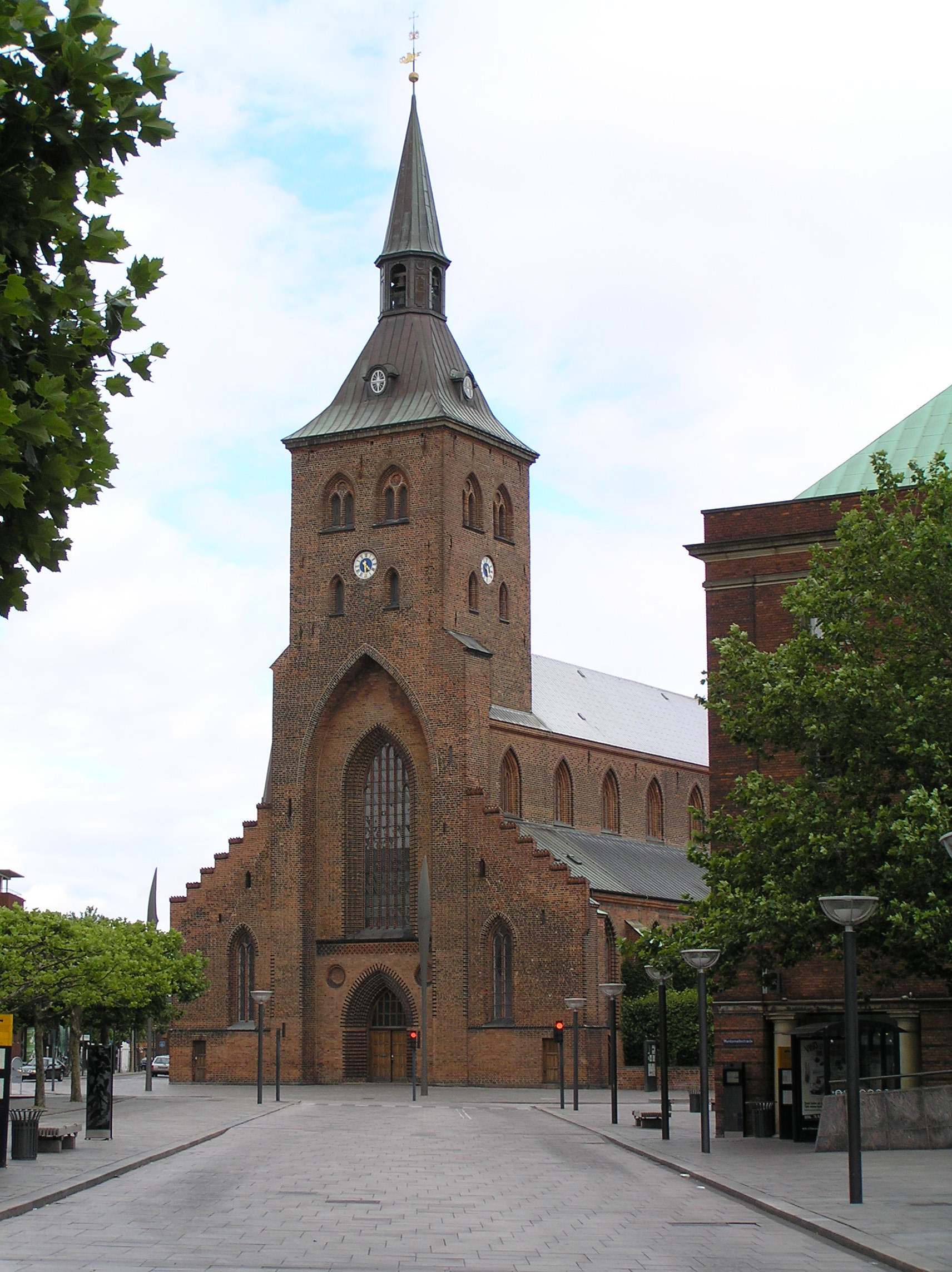
de Domkerk van Odense

Het bisdom Funen (Deens: Fyens Stift) is een bisdom van de Deense Volkskerk in Denemarken. Het bisdom omvat het eiland Funen. Kathedraal van het bisdom is de Sankt Knudskirke

## Statistieken bisdom
- 475.629 inwoners (2005)
- 408.204 leden (2005)
- 251 kerken
- 225 parochies
- 10 kerkdistricten
- 12 proosdijen

## Proosdijen
- Ærø Provsti
- Assens Provsti
- Bogense Provsti
- Faaborg Provsti
- Hjallese Provsti
- Kerteminde Provsti
- Langelands Provsti
- Middelfart Provsti
- Nyborg Provsti
- Odense Sankt Knuds Provsti
- Midtfyn Provsti
- Svendborg Provsti

De proosdijen zijn verder onderverdeeld in sogns (parochies), zie Lijst van parochies in het bisdom Funen.